# Tour de Qatar de 2009
El Tour de Qatar de 2009 fou la vuitena edició del Tour de Qatar. La cursa es disputà en sis etapes, una d'elles contrarellotge per equips, entre l'1 i el 6 de febrer de 2009.
Tom Boonen guanyà la classificació final, per davant de Heinrich Haussler, que s'imposà en la classificació dels punts i dels joves, mentre que el Cervélo Test Team guanyà la classificació per equips.

## Etapes
| Etapa    | Data        | Recorregut                           | Km    | Vencedor d'etapa  | Líder de la general |
| -------- | ----------- | ------------------------------------ | ----- | ----------------- | ------------------- |
| 1a etapa | 1 de febrer | Doha - Doha (CRE)                    | 6,0   | Garmin-Slipstream | Bradley Wiggins     |
| 2a etapa | 2 de febrer | Khalifa Stadium – Al Khor Corniche   | 134,0 | Roger Hammond     | Roger Hammond       |
| 3a etapa | 3 de febrer | Al Zubarah – Doha Golf Club          | 137,5 | Tom Boonen        | Tom Boonen          |
| 4a etapa | 4 de febrer | Doha Old Souq – Madinat Al Shamal    | 141,0 | Mark Cavendish    | Tom Boonen          |
| 5a etapa | 5 de febrer | Camel Race Track – Qatar Foundation  | 147,5 | etapa suspesa     | Tom Boonen          |
| 6a etapa | 6 de febrer | Sealine Beach Resort – Doha Corniche | 121,0 | Mark Cavendish    | Tom Boonen          |

## Classificació general final
| #  | Ciclista          | Equip             | Temps       |
| -- | ----------------- | ----------------- | ----------- |
| 1  | Tom Boonen        | Quick Step        | 12h 55' 25" |
| 2  | Heinrich Haussler | Cervélo Test Team | + 08"       |
| 3  | Roger Hammond     | Cervélo Test Team | + 10"       |
| 4  | Daniel Lloyd      | Cervélo Test Team | + 25"       |
| 5  | Andreas Klier     | Cervélo Test Team | + 27"       |
| 6  | Xavier Florencio  | Cervélo Test Team | + 28"       |
| 7  | Angelo Furlan     | Lampre-NGC        | + 1' 07"    |
| 8  | Gabriel Rasch     | Cervélo Test Team | + 1' 43"    |
| 9  | Mark Cavendish    | Team Columbia     | + 2' 11"    |
| 10 | Tom Veelers       | Skil-Shimano      | + 2' 35"    |